# Enskilda gymnasiet

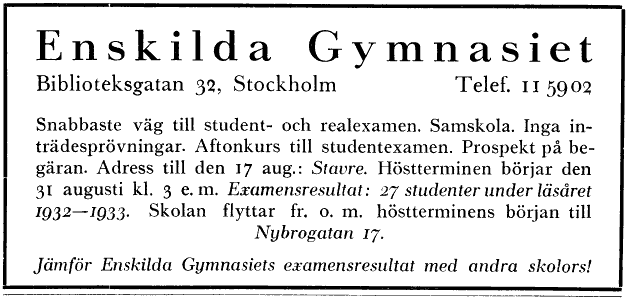
Annons för Enskilda gymnasiet, 1933

Enskilda Gymnasiet (EG) är en friskola, som rymmer både gymnasium och, trots namnet, även ett årskurs 7-9-grundskolehögstadium. Skolan ligger i byggnaden Tegnérlunden 5 på Norrmalm i Stockholm. Den ägs av den ideella föreningen Föreningen Enskilda Gymnasiet som utgörs av föräldrarna till eleverna på skolan.
Enskilda Gymnasiet har ungefär 500 elever. På gymnasiet erbjuder skolan ett samhällsvetenskapligt program och ett naturvetenskapligt program. Sedan 1977 undervisar skolan även elever i grundskolans årskurs 7–9. Både gymnasiet och grundskolan brukar regelbundet hamna bland de främsta i landet med avseende på provresultat på nationella prov. 
Skolans valspråk är ”Kärlek som grund, ordning som stöd, framsteg som mål”.

## Historik
Skolan grundades av ett antal läroverkslärare och inledde sin verksamhet på hösten 1913. Tidigare låg skolan vid Biblioteksgatan 32, men sedan 1973 har skolan sina lokaler på Tegnérlunden 5 i det hus som under åren 1907–1939 inhyste Wallinska skolan och under åren 1939–1970 inhyste Wallin-Åhlinska gymnasiet. År 1970 kommunaliserades Wallin-Åhlinska gymnasiet och sammanslogs med Stockholms samgymnasium. Det nya namnet för skolan blev Wallin-Åhlinska samgymnasiet. Skolan lades ned 1972 varefter lokalerna övertogs av Enskilda gymnasiet 1973. Skolbyggnaden ritades av Hagström & Ekman 1906.. Från 1914 och flera år framåt annonserade skolan att den var en samskola där realexamen kunde erläggas på 1,5 à 2 år och studentexamen på 2 år. Realexamen gavs sedan åtminstone till 1968 och studentexamen till 1968.

## Alumner
- Kronprinsessan Victoria
- Prinsessan Madeleine
- Prins Carl Philip
- Karl-Johan Persson, VD, Hennes & Mauritz
- Aron Flam, komiker
- Jessica Rosencrantz, svensk politiker och riksdagsledamot
- Anna Kinberg Batra, f.d. partiledare för Moderaterna
- Elsa Hosk, fotomodell
- Magnus Uggla, artist

## Idrott
Enskilda Gymnasiet är med i Sveriges Internat- och Privatskolors Idrottsorganisation, SIPSI, som förutom Enskilda Gymnasiet utgörs av Lundsbergs skola, Grennaskolan, Sigtunaskolan Humanistiska Läroverket och Viktor Rydberg Gymnasium. 
Skolans idrottslektioner hålls framförallt i Kungliga Tekniska högskolans lokaler och på Östermalms IP.